# Poepenhemeltje

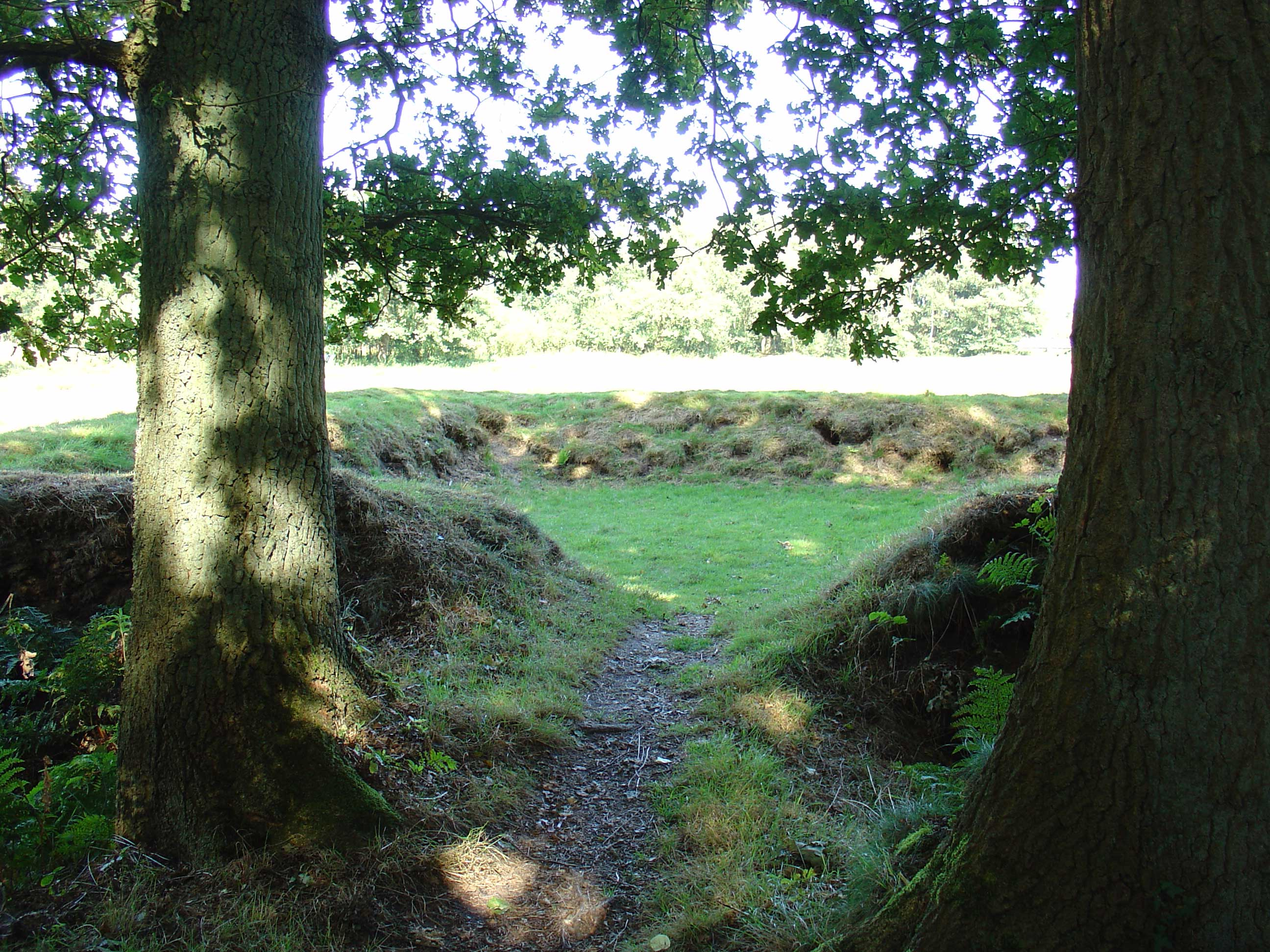
Het Poepenhemeltje bij Deurze

Het Poepenhemeltje is een plek bij Deurze in de Nederlandse provincie Drenthe waar mogelijk restanten van een oude schans van Bommen Berend liggen of waar ooit een tuinhuisje van het landgoed Vredeveld kan hebben gestaan.

## Bommen Berend
Bij het Deurzerdiep liggen de restanten van, volgens het informatiebord van Staatsbosbeheer, een oude schans, opgeworpen door de bisschop van Münster, Bernhard von Galen (beter bekend onder zijn bijnaam "Bommen Berend"). De schans zou in de zomer van 1672 zijn gebouwd tijdens de belegering van de stad Groningen. Daarna zou de schans nog jarenlang hebben gefungeerd als schuilplaats voor rondtrekkende seizoenarbeiders.

## Vredeveld
Anderen trekken deze lezing in twijfel. Daarbij wordt gewezen op het feit, dat de plek ook voorkomt op de kadastrale kaart van 1830 en daar het eindpunt vormde van een weg, die deel uitmaakte van de paden van het sterrenbos van het landgoed Vredeveld. Er zou op deze plek een tuinhuisje gestaan kunnen hebben, dat ook heel goed als onderdak voor rondtrekkend volk, de zogenaamde hannekemaaiers of kiepkerels, ook wel poepen genoemd, gediend zou kunnen hebben.
In de in 2018 verschenen "Geschiedenis van Drenthe" noemt Wijnand van der Sanden beide verklaringen te weten een "kampement-voor-een-nacht" in 1672 of een "vroeg-19e-eeuwse folly" op het landgoed Amelte. Van der Sanden noemt de laatste door de archeoloog "Hans van Westing gegeven verklaring van een folly zeer reëel, maar voegt daar aan toe "alleen archeologisch onderzoek kan de polemiek hierover laten verstommen".

## Scheldwoord
Beide verklaringen verwijzen naar het scheldwoord poep voor Duitsers, waardoor het poepenhemeltje aan zijn naam gekomen zou zijn. Het monumentje is in de jaren tachtig van de 20e eeuw door vrijwilligers van Landschapbeheer Drenthe gerestaureerd. Een andere verklaring is dat het woord poep een scheldwoord is voor rooms-katholieken (papen).